# 후지이촌 (야마나시현)
후지이촌(藤井村)은 야마나시현 기타코마군에 있던 촌이다. 현재의 니라사키시에 해당한다.

## 역사
- 1940년 11월 10일 - 고마이촌, 게조촌이 합병해 성립하였다.
- 1954년 10월 10일 - 니라사키정, 후지이촌, 세이테쓰촌, 가미야마촌, 오쿠사촌, 다쓰오카촌, 아사히촌, 나카다촌, 아나야마촌, 마루노촌과 합병해 니라사키시가 성립하여, 동일 호사카촌은 폐지되었다.

## 교통

### 철도
현재는 구촌에 일본국유철도 주오본선이 지나가지만 역은 소재하지 않았다.

## 참고문헌
- 角川日本地名大辞典 19 山梨県